# Baggio Leung
Sixtus "Baggio" Leung Chung-hang (Chino: 梁頌恆; nacido el 7 de agosto de 1986) es un activista social y político hongkonés. Es el convocante del grupo localista Youngspiration, que avoca por la independencia de Hong Kong y es también el líder y vocero del grupo Hong Kong National Front, también de carácter indepentista. Fue elegido para el Consejo Legislativo de Hong Kong en 2016 pero fue destituido de su cargo por su postura independentista junto a otros activistas del campo prodemocracia de Hong Kong.
El 11 de diciembre de 2020, un grupo de exiliados hongkoneses informó que Leung había dejado Hong Kong y que se encontraba en los Estados Unidos donde había pedido asilo alegando persecución bajo la nueva Ley de Seguridad Nacional de Hong Kong. Leung luego confirmó esta información desde Washington D. C. donde dijo que pediría reunirse con consejeros del presidente-electo Joe Biden para discutir sanciones contra China por su "tratamiento de Hong Kong."